# Mark Rylance
Sir David Mark Rylance Waters  (n. 18 ianuarie 1960) este un actor englez de teatru și de film, care a primit Premiul Oscar pentru cel mai bun actor în rol secundar și Premiul BAFTA pentru rolul lui Rudolf Abel din filmul Podul spionilor. A jucat rolul titular din Marele Uriaș Prietenos din 2016.

## Filmografie selectivă
- 2001 Intimitate (Intimacy), regia Patrice Chéreau
- 2015 Podul spionilor (Bridge of Spies), regia Steven Spielberg
- 2021 Nu priviți în sus (Don't Look Up), regia Adam McKay